# Condado de Monroe (Misuri)
El condado de Monroe (en inglés: Monroe County), fundado en 1831, es uno de 114 condados del estado estadounidense de Misuri. En el año censo de los Estados Unidos de 2020, el condado tenía una población de 8666 habitantes y una densidad poblacional de 13.4 personas por milla² (5.2 km²). La sede del condado es Paris. El condado recibe su nombre en honor al presidente de los Estados Unidos James Monroe.

## Geografía
Según la Oficina del Censo, el condado tiene un área de 647,63 millas cuadradas (1677,4 km²) de tierra.

### Condados adyacentes
- Condado de Shelby (norte)
- Condado de Marion (noreste)
- Condado de Ralls (este)
- Condado de Audrain (sur)
- Condado de Randolph (oeste)

## Demografía
Según la Oficina del Censo en 2000, los ingresos medios por hogar en el condado eran de $30 871, y los ingresos medios por familia eran $36 895. Los hombres tenían unos ingresos medios de $26 534 frente a los $20 440 para las mujeres. La renta per cápita para el condado era de $14 695. Alrededor del 11.90 % de la población estaban por debajo del umbral de pobreza.

## Transporte

### Carreteras principales
- U.S. Route 24
- Ruta 15
- Ruta107
- Ruta 151

## Localidades
| - Florida - Holliday | - Madison - Monroe City | - Paris - Santa Fe | - Stoutsville - Goss |  |

### Municipios
- Municipio de Clay
- Municipio de Indian Creek
- Municipio de Jackson
- Municipio de Jefferson
- Municipio de Marion
- Municipio de Monroe
- Municipio de South Fork
- Municipio de Union
- Municipio de Washington
- Municipio de Woodlawn